# Peter och draken Elliott
Peter och draken Elliott (engelska: Pete's Dragon) är en amerikansk delvis animerad spelfilm från 1977 av Walt Disney Productions. Animatören Don Bluth ritade Elliott. Den hade ursprungligen biopremiär i USA den 3 november 1977. När filmen kom ut på video i Sverige var den dubbad till svenska redan i slutet av 70-talet.
På Oscarsgalan 1978 nominerades Peter och draken Elliott för bästa musikbearbetning och bästa sång ("Candle on the Water") men förlorade båda nomineringarna till A Little Night Music respektive You Light Up My Life ("You Light Up My Life").

## Handling
Peter, som är en föräldralös pojke, rymmer från sina elaka fosterföräldrar, och träffar sin första vän, draken Elliott, som blir hans rymningskamrat. Elliott ställer dock ofrivilligt till det för duon, och när de tvingas lämna staden Passamaquoddy träffar Peter ännu en ny vän, flickan Nora, som bor med sin pappa Lampie i en fyr vid på New Englands kust.

## Rollista i urval
| Roll                    | Skådespelare    | Svensk röst                              |
| ----------------------- | --------------- | ---------------------------------------- |
| Nora                    | Helen Reddy     | Helena Brodin (tal) Lena Ericsson (sång) |
| Dr. Terminus            | Jim Dale        | Jan Malmsjö                              |
| Lampie                  | Mickey Rooney   | John Harryson                            |
| Hoagy                   | Red Buttons     | Stig Grybe                               |
| Lena Gogan              | Shelley Winters | Mona Andersson                           |
| Peter                   | Sean Marshall   | Mats Åhlfeldt                            |
| Pani Taylor             | Jane Kean       | Fillie Lyckow                            |
| Burmistrz, borgmästaren | Jim Backus      |                                          |
| Merle Gogan             | Charles Tyner   | Börje Ahlstedt                           |
| Grover Gogan            | Gary Morgan     |                                          |
| Willie Gogan            | Jeff Conaway    | Ulf Brunnberg                            |
| Paul                    | Cal Bartlett    | Jonas Bergström                          |
| Elliott (röst)          | Charlie Callas  |                                          |

### Fotnoter
1. ↑  ”Peter och draken Elliott”. Disneyania. 21 mars 1977. http://www.d-zine.se/filmer/peterochdraken.htm. Läst 20 augusti 2016.